# Cinnamon Air
Cinnamon Air ist eine sri-lankische Fluggesellschaft mit Sitz in Colombo.

## Flugziele
Die Fluggesellschaft bedient ausschließlich inländische Flugziele in Sri Lanka. Cinnamon Air fliegt vom Bandaranaike International Airport in Colombo und dem Polgolla Reservoir Airport in Kandy aus acht weitere Flughäfen an. Es bestehen auch Flugverbindungen zwischen den beiden Drehkreuzen und zu sechs weiteren Flughäfen im Charterverkehr.

## Flotte
Mit Stand Mai 2018 besteht die Flotte der Cinnamon Air aus 3 Flugzeugen:
| Flugzeugtyp               | Anzahl | Bestellungen | Anmerkungen     | Sitzplätze |
| ------------------------- | ------ | ------------ | --------------- | ---------- |
| Cessna 208B Grand Caravan | 2      |              | Wasserflugzeuge | 8          |
| Cessna 208                | 1      |              |                 | 8          |
| Gesamt                    | 3      |              |                 |            |